# クルノ
クルノ（伊: Curno  ( 音声ファイル)）は、イタリア共和国ロンバルディア州ベルガモ県にある、人口約7,400人の基礎自治体（コムーネ）。
長い間農業が中心の町であったが、1960年代以降はイタリアの経済成長に伴い工業が中心となっている。また1990年代から多くのショッピングモールが建設されている。

## 地理

### 位置・広がり
ベルガモ県のコムーネ。県都ベルガモから西へ5kmの距離にある。

#### 隣接コムーネ
隣接するコムーネは以下の通り。
- ベルガモ
- ボナーテ・ソプラ
- モッツォ
- ポンテ・サン・ピエトロ
- トレヴィオーロ

### 地震分類
イタリアの地震リスク階級 (it) では、3 に分類される
。

## 人物
- クラウディオ・コルティ(w:Claudio Corti, 1955年)、 自転車競技
- アントニオ・ディ・ピエトロ(w:Antonio Di Pietro, 1950年)、司法官、政治家
- カルロ・ファトゥッツォ(w:Carlo Fatuzzo, 1944年)、政治家
- イバン・ペリッツォーリ(w:Ivan Pelizzoli, 1980年)、 サッカー選手
- エウジェニオ・ペリコ(it:Eugenio Perico)、 サッカー選手